# Les yeux sans visage
Les yeux sans visage (En España, Los ojos sin rostro; en Hispanoamérica, Los ojos sin cara) es una película de terror francesa de 1960 dirigida por Georges Franju, adaptación de la novela homónima de Jean Redon y protagonizada por Pierre Brasseur y Alida Valli. La trama gira en torno a un cirujano plástico que está decidido a realizar un trasplante de cara a su hija, que quedó desfigurada en un accidente automovilístico.
Durante la producción de la película, se tuvieron en cuenta los estándares de los censores europeos al establecer el tono correcto, minimizando el gore y eliminando el personaje del científico loco. Aunque la película pasó por los censores europeos, su estreno en Europa causó controversia. La reacción crítica varió de alabanza a disgusto.
En 1962, la película recibió un lanzamiento estadounidense en una versión editada y doblada bajo el título de The Horror Chamber of Dr. Faustus acompañada de The Manster (1959) como un doble programa. La recepción crítica inicial de la película no fue abiertamente positiva, pero los posteriores reestrenos en cine y lanzamientos en formato doméstico aumentaron su reputación. Los críticos modernos elogian la película por su naturaleza poética, además de ser una influencia notable en otros cineastas.

## Trama
Un eminente cirujano (Génessier) dicta una conferencia sobre los injertos de piel. Mientras el doctor ofrece su conferencia, en las afueras de París, una mujer arroja un cadáver al río. El Dr. Génessier identifica el cuerpo como el de su hija Christiane, que fue reportada como desaparecida después de que un accidente automovilístico le desfigurara el rostro.
En realidad, Christiane aún vive en la mansión del Dr. Génessier, junto a su clínica privada, custodiada por pastores alemanes y otros perros grandes. El cuerpo (del que se deshizo su asistente Louise) pertenece a una mujer joven a la que el Dr. Génessier le quitó la piel del rostro e intentó injertarla en el de su hija sin éxito. Tras varios intentos más de injerto, la operación del doctor sobre su hija parece tener éxito. Sin embargo, al poco tiempo la piel se torna necrosa. 
Después de que su padre se va con promesas de restaurarle el rostro, Christiane, que lleva una máscara para cubrir su desfiguración, intenta infructuosamente llamar a su prometido Jacques Vernon, pero la llamada es interrumpida por Louise, la asistente del Dr. Génessier. Jacques informa a la policía, que ha estado investigando la desaparición de mujeres jóvenes con rasgos faciales similares. Jacques se da cuenta de que una de las chicas se parece a Louise. El inspector Parot ordena a Paulette Mérodon (recientemente arrestada por hurto) que se infiltre en la clínica de Génessier. Poco después, Paulette es recogida por Louise y entregada al Dr. Génessier. Antes de que comience a operar a Paulette, llega la policía.
Mientras el médico habla con la policía, Christiane, desencantada con los experimentos inmorales de su padre, al tiempo que pierde lentamente la cabeza por la culpa y el aislamiento, decide actuar. Libera a Paulette y asesina a Louise apuñalándola en el cuello. También libera a los perros y las palomas que su padre usa para experimentos. El Dr. Génessier despide a la policía (que acepta de inmediato sus explicaciones) y regresa a su laboratorio. Allí, un pastor alemán recién adquirido lo ataca, incitando a los otros perros a seguir su ejemplo, mutilándolo hasta matarlo. Christiane, impasible ante su muerte, sale al bosque con una paloma en las manos.

## Reparto
- Pierre Brasseur como el doctor Génessier, profesor universitario, médico y padre de Christiane. Génessier experimenta con sus perros y realiza cirugías de heteroinjerto en jóvenes involuntarias para tratar de restaurar el rostro de su hija Christiane. Brasseur trabajó anteriormente con el director Georges Franju en el drama La Tête contre les murs (1958), nuevamente en un papel principal, interpretando a un médico.[3]
- Edith Scob como Christiane Génessier. La cara de Christiane fue dañada en un accidente automovilístico causado por su padre. Durante la mayor parte de la película, su rostro está cubierto por una máscara blanca y rígida que se asemeja a su rostro antes del accidente. Al igual que Brasseur, Scob también fue elegida por Franju para La Tête Contre les Murs pero en un papel menor,[3] y posteriormente trabajó con Franju en otras cuatro películas.[cita requerida]
- Alida Valli como Louise, una mujer que es ayudante de Génessier, secuestra a mujeres jóvenes, lo ayuda en el laboratorio y actúa como madre sustituta de Christiane.
- François Guérin como Jacques Vernon, estudiante de Génessier y prometido de Christiane.
- Juliette Mayniel como Edna Grüber, una mujer joven que se convierte en víctima de los experimentos del Doctor Génessier después de haber hecho amistad con Louise en París.
- Alexandre Rignault como el inspector Parot, un inspector de policía que investiga las desapariciones de las víctimas de Génessier. Parot finalmente descubre que todas las chicas desaparecidas tienen características similares.
- Béatrice Altariba como Paulette Mérodon, una mujer joven que es puesta bajo custodia policial después de haber sido atrapada robando en tiendas.

## Producción
A finales de la década de 1950, las películas de terror británicas como La maldición de Frankenstein (1957) y Drácula (1958) fueron populares entre los cinéfilos franceses, pero los cineastas franceses no habían intentado realizar películas de terror modernas similares hasta que el productor Jules Borkon decidió entrar en el mercado del terror. Borkon compró los derechos de la novela de Redon y le ofreció el rol de director a uno de los fundadores de la Cinemateca Francesa, Franju, quien se encontraba dirigiendo su primer largometraje no documental, La cabeza contra la pared (La tête contre les murs, 1958). Franju creció durante la era del cine mudo francés cuando cineastas como Georges Méliès y Louis Feuillade realizaban películas de temática fantástica, y disfrutó de la oportunidad de contribuir al género. Franju sintió que la historia no era una película de terror; más bien, describió su visión de la película como una de «angustia ... es un estado de ánimo más tranquilo que el horror ... más interno, más penetrante. Es horror en dosis homeopáticas.»
Para evitar problemas con los censores europeos, Borkon le advirtió a Franju que no incluyera demasiada sangre (lo que molestaría a los censores franceses), que no mostrara animales siendo torturados (lo que molestaría a los censores ingleses) y que dejara de lado a personajes del tipo científico loco (que causarían problemas con los censores alemanes). Los tres elementos formaban parte de la película, lo que supuso un desafío para encontrar el tono adecuado para presentar estos elementos de la historia en la película. En primer lugar, trabajando con Claude Sautet, que también se desempeñaba como primer asistente de dirección y quien diseñó el guion preliminar, Franju contrató al equipo de escritores de Boileau-Narcejac (Pierre Boileau y Thomas Narcejac), quienes habían escrito novelas adaptadas como Las diabólicas (1955) de Henri-Georges Clouzot y Vértigo (1958) de Alfred Hitchcock. Los escritores cambiaron el enfoque de la novela del personaje del Doctor Génessier al de su hija, Christiane; este cambio reveló el carácter del doctor bajo una luz más positiva y comprensible, y ayudó a evitar las restricciones de la censura.
Para la producción, Franju contó con personal con el que ya había trabajado en proyectos anteriores. El director de fotografía Eugen Schüfftan, más conocido por desarrollar el proceso Schüfftan, fue elegido para reproducir los elementos visuales de la película mientras que el compositor francés Maurice Jarre creó la inquietante banda sonora. Schüfftan y Jarre habían trabajado con Franju en La cabeza contra la pared. El historiador de cine David Kalat calificó a Shüfftan como "la elección ideal para ilustrar las pesadillas de Franju". Los críticos modernos han observado los dos imponentes temas musicales de la película: un alegre vals carnavalesco (que aparece mientras Louise recoge mujeres jóvenes para el doctor Génessier) y una pieza más ligera y triste para Christiane.

## Música
En febrero de 2005, el sello discográfico francés Play Time lanzó la banda sonora en un disco compacto junto con otras bandas sonoras interpretadas por Jarre. Esto también incluye bandas sonoras de otras películas de Franju, como La Tête contre les Murs y Thérèse Desqueyroux.
Toda la música está compuesta por Maurice Jarre.
| Ma Periode Française |                               |                                     |          |  |
| N.º                  | Título                        | Película                            | Duración |  |
| 1.                   | «Générique / Surprise-partie» | La Tête contre les Murs             | 4:30     |  |
| 2.                   | «Thème de Stéphanie»          | La Tête contre les Murs             | 4:30     |  |
| 3.                   | «Enterrement à l’asile»       | La Tête contre les Murs             | 2:44     |  |
| 4.                   | «Générique»                   | Les Yeux sans Visage                | 2:05     |  |
| 5.                   | «Thème romantique»            | Les Yeux sans Visage                | 2:50     |  |
| 6.                   | «Filature»                    | Les Yeux sans Visage                | 1:23     |  |
| 7.                   | «Des phares dans la nuit»     | Les Yeux sans Visage                | 3:32     |  |
| 8.                   | «Valse poursuite»             | Les Yeux sans Visage                | 1:45     |  |
| 9.                   | «Final»                       | Les Yeux sans Visage                | 1:01     |  |
| 10.                  | «Générique»                   | Thérèse Desqueyroux                 | 1:54     |  |
| 11.                  | «Non-lieu»                    | Thérèse Desqueyroux                 | 1:35     |  |
| 12.                  | «Thérèse Desqueyroux»         | Thérèse Desqueyroux                 | 2:50     |  |
| 13.                  | «La femme idéale»             | Les Dragueurs                       | 2:36     |  |
| 14.                  | «La ballade des dragueurs»    | Les Dragueurs                       | 2:47     |  |
| 15.                  | «Surboum chez Ghislaine»      | Les Dragueurs                       | 2:01     |  |
| 16.                  | «L'oiseau de paradis»         | L'Oiseau de Paradis                 | 2:48     |  |
| 17.                  | «L'univers d'Utrillo»         | Un court-métrage de Georges Régnier | 4:44     |  |
| 18.                  | «Générique»                   | Le Soleil dans l’œil                | 2:28     |  |
| 19.                  | «Thème»                       | Mort, où est ta Victoire ?          | 3:30     |  |
| 20.                  | «Valse de Platonov»           | Recours en Grâce                    | 3:50     |  |
| 21.                  | «Les animaux (générique)»     | Les Animaux                         | 1:20     |  |
| 22.                  | «Pavane des flamands roses»   | Les Animaux                         | 2:43     |  |
| 23.                  | «La fête»                     | Les Animaux                         | 2:18     |  |
| 24.                  | «Surf des loutres»            | Les Animaux                         | 1:59     |  |
| 25.                  | «Mourir à Madrid»             | Mourir à Madrid                     | 4:21     |  |
| 26.                  | «Générique»                   | Week-End à Zuydcoote                | 2:28     |  |
| 27.                  | «Sergent Maillat»             | Week-End à Zuydcoote                | 3:10     |  |
| 28.                  | «Final»                       | Week-End à Zuydcoote                | 1:29     |  |

## Lanzamiento
La película terminó de filmarse en 1959 y se estrenó en París el 2 de marzo de 1960. Aunque pasó por la censura europea, la película causó controversia en su estreno en Europa. La revista de noticias francesa L'Express comentó que los espectadores "cayeron como moscas" durante la escena del heteroinjerto. Durante la presentación de la película en el Festival de Cine de Edimburgo de 1960, siete miembros de la audiencia se desmayaron, a lo que el director Franju respondió con ironía: "Ahora sé por qué los escoceses usan faldas".

### Versión estadounidense
Para su estreno en Estados Unidos, la película fue editada, doblada al inglés y retitulada como The Horror Chamber of Dr. Faustus (en español: La cámara de terror del doctor Fausto). La distribuidora Lopert Pictures, una división de United Artists que se especializaba en cine de autor y estrenos extranjeros, lanzó la película en un programa doble con The Manster (1959). Las ediciones en la versión del Dr. Faustus eliminaron partes de la escena del heteroinjerto, así como escenas que mostraban el lado más humano del Doctor Génessier, como su cuidado amoroso hacia un niño pequeño en su clínica. Lopert Pictures reconoció el mérito artístico de la película y destacó ese elemento en la promoción con un anunció que citaba las reseñas positivas del London Observer sobre la película y mencionaba su proyección en el Festival de Cine de Edimburgo. Esto contrastaba con su presentación de The Manster, que se centraba principalmente en sus cualidades de espectáculo de feria con su "monstruo de dos cabezas" y su "invasión del espacio exterior por una criatura asesina de dos cabezas". The Horror Chamber of Dr. Faustus tuvo un estreno inicial muy limitado y hubo pocos comentarios de la prensa convencional estadounidense.

### Recepción
En su estreno inicial, la respuesta general de los críticos franceses fue moderada, desde un leve entusiasmo hasta un desdén general o una decepción, afirmando que se trataba de una repetición del expresionismo alemán o simplemente de una decepción por el salto del director de cineasta documental a cineasta de género, afirmando que la película pertenecía a un "género menor, bastante indigno de sus habilidades". Franju respondió a esos comentarios afirmando que la película era su intento de conseguir que el género menor sea tomado en serio. En Inglaterra, Isabel Quigly de The Spectator la llamó "la película más enfermiza desde que empecé a hacer crítica cinematográfica", mientras que un crítico que admitió que le había gustado la película casi fue despedido. Una crítica en Variety fue negativa, señalando específicamente que la "actuación forzada, los comentarios para explicar los personajes y las motivaciones y la repetición de los efectos hacen perder el impacto inicial" y una "progresión poco clara y una dirección lenta le dan [a la película] un aire anticuado". The Monthly Film Bulletin opinó  que "cuando un director tan distinguido como Georges Franju hace una película de terror... uno no puede evitar sentirse tentado a buscar símbolos, una alegoría, capas o interpretaciones. Desgraciadamente, no hay prácticamente nada en esta obra inepta que anime a hacerlo". La crítica decía que había "un comienzo extraño y poético" y que el "inquietante trabajo de cámara de Schuftan se alía perfectamente con la obsesiva banda sonora de Maurice Jarre", mientras que "Brasseur y Valli estaban tristemente desperdiciados" y que "hacen lo que pueden con personajes casi inexistentes".
Les yeux sans visage tuvo un reestreno en cines en septiembre de 1986, junto con retrospectivas en el National Film Theatre de Londres y en la Cinémathèque Française, con motivo del 50.º aniversario del archivo cinematográfico en Francia. Como Franju era cofundador del archivo, la Cinémathèque Française lo celebró presentando el catálogo anterior del director. Con el renovado interés, la reputación crítica de la película empezó a revaluarse. La respuesta de los críticos franceses a la película fue significativamente más positiva que en su estreno original; con el ex editor jefe de Cahiers du Cinéma Serge Daney calificando a la película como "una maravilla".
La película fue reestrenada en su forma original y sin cortes en cines estadounidenses el 31 de octubre de 2003. En Rotten Tomatoes, la película posee un 97% de aprobación basado en 61 reseñas, con una calificación promedio de 8.4/10. Su consenso crítico dice: «Una terrible historia de culpabilidad y obsesión, Los Ojos sin Cara es un aterrador y poético clásico, tan relevante ahora como lo fue en su momento.» Por otro lado, el sitio web Metacritic le asignó una puntuación de 90 sobre 100, lo que significa una recepción crítica de «aclamación universal». Muchos críticos comentaron la naturaleza poética de la película y destacaron la fuerte influencia del poeta y cineasta francés Jean Cocteau. The Encyclopedia of Horror Films coincidió con la afirmación de la influencia de Cocteau, afirmando que "Franju inviste [la película] de una poesía extraña en la que la influencia de Cocteau es inconfundible". Jonathan Rosenbaum del Chicago Reader elogió la película, calificándola de "absurda y tan hermosa como un cuento de hadas". J. Hoberman del Village Voice declaró que la película es "una obra maestra de horror poético y brutalidad táctil y cortésmente". Roger Ebert del Chicago Sun-Times le dio a la película una crítica positiva, destacando la fusión del cine negro y surrealismo, y escribiendo que "me conmovió porque la hija, una vez que entiende lo que está sucediendo, está más desconsolada por las víctimas de su padre que por su propio destino". Escribiendo para Slate, David Edelstein comentó que "la historia es la típica saga de un médico loco y obsesivo, un paso por encima de una película de Poverty Row con Bela Lugosi... [pero] es Lugosi al estilo de Cocteau e Ionesco". En una encuesta de Time Out realizada a autores, directores, actores y críticos que habían trabajado en el género de terror, Los ojos sin cara aparece en el puesto 38.º de las mejores películas de terror de todos los tiempos.

### Formato domestico
Les yeux sans visage fue lanzada en VHS el 9 de enero de 2001 por Kino Video y en DVD el 19 de octubre de 2004 por The Criterion Collection. El DVD también contiene Le sang des bêtes (1949), el primer documental de Georges Franju. En España, la edición en DVD fue lanzada en 2010 por Versus Entertainment.
En 2013, Criterion Collection lanzó la película en Blu-ray, esta vez transferido directamente del negativo de cámara; Dicha edición fue lanzada en España el 24 de octubre de 2017 por A Contracorriente Films. En julio del 2024, la australiana Umbrella Entertainment anunció el lanzamiento en Blu-ray Ultra HD para noviembre de ese año.

## Legado
La película influyó en otras películas europeas desde su estreno. El director español Jesús Franco creó películas a lo largo de su carrera que se vieron influenciadas por la película. La primera película de Franco de este tipo fue la coproducción franco-española Gritos en la noche (1962), que trata sobre los esfuerzos de un cirujano loco, el Dr. Orloff, por reconstruir el rostro de su hija desfigurada Melissa. El inspector Edgar Tanner investiga a Orloff utilizando a su novia, Wanda Bronsky, como espía encubierta. Franco siguió la película con varias secuelas de Gritos en la noche. Hizo una película más fuertemente influenciada por la película de Franju, Los depredadores de la noche (1988), la cual tiene una trama similar que involucra a hermosas mujeres que son secuestradas por la asistente femenina del Dr. Flamand (Helmut Berger) y mantenidas como rehenes. El médico usa la piel de las mujeres para realizar cirugía plástica a su hermana desfigurada, pero los experimentos dejan a las víctimas mutiladas y muertas.
La película italiana Seddok, el heredero del diablo (1961) también estuvo influenciada por la película, con un científico obsesionado con restaurar la cara de una bailarina exótica llena de cicatrices con un suero desarrollado a partir de las glándulas de mujeres asesinadas. Estos homenajes se ven en la trama de un teniente de policía que está investigando las circunstancias detrás de la muerte de una joven cuyo cuerpo tiene cicatrices alrededor de los ojos. La investigación del teniente finalmente lo lleva a una clínica de cirugía plástica, una motivación de trama similar a Les yeux sans visage. La película británica Corruption (1968), protagonizada por Peter Cushing, añade una nueva variación al tema: un cirujano intenta restaurar la belleza de su prometida tratándola repetidamente con fluidos extraídos de las glándulas pituitarias de víctimas femeninas asesinadas. El director español Pedro Almodovar declaró que su película La piel que habito (2011), que presenta a un científico loco que realiza injertos de piel y cirugías en una víctima involuntaria, estuvo fuertemente influenciada por Los ojos sin cara.
El director estadounidense John Carpenter ha sugerido que la película inspiró la idea de una máscara sin rasgos distintivos para el personaje de Michael Myers en la franquicia de Halloween. Carpenter recuerda que el equipo de filmación "no tenía dinero para hacer una máscara. Originalmente estaba escrita como la ves, en otras palabras, es una máscara pálida con rasgos humanos, casi sin rasgos. No sé por qué escribí eso, por qué Debra [Hill]  y yo decidimos eso, tal vez fue por una vieja película llamada Eyes Without a Face.
Las reseñas del DVD sugieren que la película influyó en el director John Woo; los críticos han comparado el detalle gráfico de la escena del trasplante de cara en la película de acción Face/Off (1997) de Woo con la escena del trasplante de cara en Les yeux sans visage. Otra semejanza es el uso que Woo hace de palomas blancas en sus películas, que es similar a la huida de Christiane cargada de palomas en el final de la película.
En 2001, el cantante Billy Idol citó la película como la idea para su canción "Eyes Without a Face".